# 田沢村 (秋田県)
田沢村（たざわむら）は秋田県仙北郡にあった村。現在の仙北市北東部、田沢湖の北東一帯にあたる。

## 地理
- 山 : 八幡平ほか多数
- 湖沼 : 田沢湖
- 河川 : 玉川

## 歴史
- 1889年（明治22年）4月1日 - 町村制の施行により、田沢村、玉川村の区域をもって発足。
- 1956年（昭和31年）9月30日 - 生保内町・神代村と合併して田沢湖町が発足。同日田沢村廃止。